# Kari Polanyi Levitt
Kari Polanyi (Viena, 14 de junio de 1923) es una economista y profesora austriaco-canadiense.
Ha vivido en Canadá desde 1947. 

## Biografía
Kari Polanyi es la única hija de Ilona Duczyńska y del economista y antropólogo Karl Polanyi. Debido a sus orígenes judíos y emigró a Gran Bretaña en noviembre de 1933. Estudió en la Escuela de Economía de Londres y se especializó en estadística. En Londres conoció al historiador canadiense Joseph Levitt. En 1947 emigró a Canadá y se casó con él en Toronto en 1950. Después del nacimiento de dos hijos, continuó sus estudios y obtuvo una maestría en economía de la Universidad de Toronto en 1959. Es la albacea de la obra de su padre.

## Premios
Fue galardonada con el Premio John Kenneth Galbraith por el Foro de Economía Progresista de Canadá. En 2014 obtuvo la Orden de Canadá. En mayo de 2018 recibió la Medalla de Oro al Mérito del Estado de Viena en reconocimiento al trabajo de su vida académica.

## Libros
- 1970, Rendición silenciosa
- 1990, La vida y obra de Karl Polanyi
- 2000, Los papeles de George Beckford
- 2005, Recuperando el desarrollo
- 2020, Karl Polanyi y el capitalismo del siglo XXI